# Dim Mak
A Dim Mak amerikai death metal együttes.

## Története
1999-ben alakultak meg New Jersey-ben. A zenekar az 1995-ben feloszlott Ripping Corpse zenekar romjain alakult. Shaune Kelley gitáros, Scott Ruth énekes és Brandon Thomas dobos alapították. Második nagylemezük piacra dobása után Brandon Thomas kiszállt a zenekarból, hogy csatlakozzon a "The Dying Light" együtteshez. Manapság már csak Shaune Kelley az egyetlen eredeti tag. Szövegeik témái: harcművészetek, Bruce Lee, emberi düh, Cthulhu mítosz, csaták. Maga a "Dim Mak" név is egy támadási módot jelent a kínai harcművészetekben. Erre az ütésre angolul általában "Touch of Death" (A halál érintése)-ként utalnak. A zenekar stílusát "cobracore" névvel illeti.
Első stúdióalbumukat még a "Dies Irae Records" kiadó jelentette meg, a másodikért már az Olympic Records lemezkiadó felelt, míg az utolsó kettő a Willowtip Records gondozásában került piacra.

## Tagok
- Shaune Kelley - gitár
- Joey Capizzi - éneklés
- John Longstreth - dobok
- Scott Hornick - basszusgitár

Volt tagok:
- Scott Ruth - éneklés
- Brandon Thomas - dobok

## Diszkográfia
- Enter the Dragon (1999)
- Intercepting Fist (2002)
- Knives of Ice (2006)
- The Emergence of Reptilian Affairs (2011)

Demók:
- Demo 1996
- Demo 1999